# マイオリルヒト
『マイオリルヒト』は、NYANTORAの8枚目のアルバム。2018年6月20日にMeltintoより発売された。

## 解説
SUPERCARのフロントマンである中村弘二のソロプロジェクト・NYANTORAの通算8枚目のアルバム。
中村のオンラインショップ「Meltinto」レーベルよりリリース。
2011年発売の「White EP」より7年ぶりの全国流通盤。
タワーレコードでの発売分には限定ステッカーが付属した。

## 収録曲
1. Mai Oriru Hito
演奏時間が24分超とNYANTORA名義の作品では最長である。また、曲中に中村のCD-R作品「Texture03」のSEAa、「Texture06」のNyan Loop Nyanが使用されている。
2. Sorewa Kisezushite
3. Bonten

全作曲・編曲：中村弘二